# Джоханос, Дональд Джордж
Доналд Джордж Джоханос (англ. Donald George Johanos; 10 февраля 1928, Седар Рапидс — 29 мая 2007, Неаполь, штат Флорида) — американский дирижёр.
Окончил Истменскую школу музыки как скрипач и на протяжении пяти лет играл на скрипке в Рочестерском филармоническом оркестре, одновременно учась дирижированию у его руководителя Эриха Ляйнсдорфа. В 1954 г. он получил грант Американской лиги симфонических оркестров, благодаря которому получил возможность на протяжении трёх лет брать уроки дирижёрского искусства у Юджина Орманди, Томаса Бичема, Отто Клемперера и Герберта фон Караяна. В 1958 г. Джоханос выиграл международный конкурс дирижёров, проводившийся Нидерландским радио.
В 1962 г. Джоханос возглавил Далласский симфонический оркестр, которым руководил до 1970 г. Отношения Джоханоса с оркестрантами не всегда были гладкими, в том числе из-за того, что Джоханос уделял особенно много внимания современной американской музыке. После отъезда из Далласа Джоханос работал вторым дирижёром в Питсбургском симфоническом оркестре, возглавляя также его камерный состав. В 1979 г. он был приглашён возглавить Симфонический оркестр Гонолулу и остался на этом посту до 1994 г. В Гонолулу Джоханос также неустанно пропагандировал современную музыку, за что получил специальную награду Американского общества композиторов; Дэн Уэлчер посвятил ему свою Первую симфонию.